# Nicklas Bendtner
Nicklas Bendtner (Copenaghen, 16 gennaio 1988) è un ex calciatore danese, di ruolo attaccante.
Durante la sua carriera ha vinto un campionato di Serie A con la Juventus, una FA Cup con l'Arsenal e una DFB-Pokal con il Wolfsburg.

## Caratteristiche
Era un centravanti dal fisico imponente e abile nel colpo gioco aereo, ma soggetto a numerosi infortuni. Calciatore controverso, nel corso degli anni si è reso più volte protagonista di episodi negativi che ne hanno minato la promettente carriera.

## Carriera

### Club

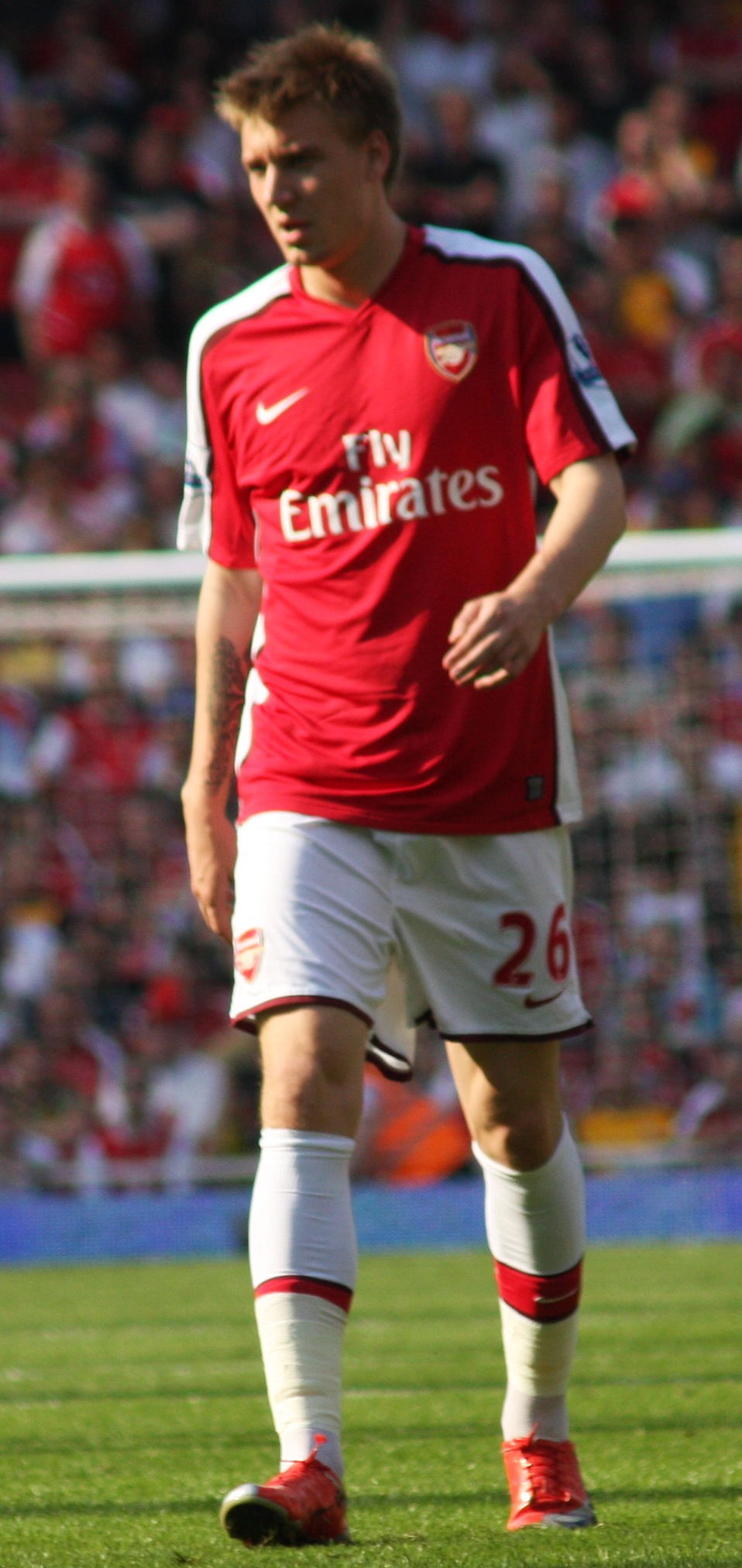
Bendtner con la maglia dell'Arsenal.

Ha iniziato la sua carriera calcistica nelle giovanili del KB. Nel 2005 venne acquistato dall'Arsenal. Il suo debutto con la maglia della prima squadra dei Gunners fu il 25 ottobre 2005, in un incontro di Carling Cup contro il Sunderland, entrando come sostituto di Quincy Owusu-Abeyie nei minuti finali dell'incontro.
Nell'agosto 2006 andò in prestito al Birmingham, inizialmente fino a gennaio 2007. Bendtner debuttò con la sua nuova squadra il 5 agosto 2006, subentrando al posto di Stephen Clemence nella partita contro il Colchester United, giocando l'ultima mezz'ora di gioco e segnando il gol decisivo per la vittoria. Successivamente segnò tre gol in tre partite con il Birmingham, precisamente dal 25 novembre al 2 dicembre; poi il prestito al Birmingham viene prolungato fino al termine della stagione.
Il 22 aprile 2007 mise a segno una rete con un colpo di testa nella partita vinta per 3-2 sul Wolverhampton, vittoria che permise al Birmingham di raggiungere la vetta della Football League Championship. La squadra chiuse la stagione al secondo posto, riuscendo così a tornare nella massima serie inglese, la Premier League. Nel 2007, a 19 anni, firma un rinnovo fino al 2012 con il club londinese.
Finita la stagione, Bendtner fa ritorno all'Arsenal. Nel maggio 2007 decide di prolungare la sua avventura con l'Arsenal, firmando un contratto quinquennale. Nel novembre del 2009 Bendtner è costretto a farsi operare in seguito a un infortunio riportato durante una partita contro il Tottenham. Il 9 marzo 2010 realizza la sua prima tripletta in Champions League nella vittoria 5-0 all'Emirates Stadium contro il Porto.
Il 31 agosto 2011 passa in prestito per un anno al Sunderland. Dopo la partita con il West Bromwich viene nominato migliore in campo segnando la sua prima rete con la maglia del Sunderland e regalando l'assist per il pareggio della sua squadra.
Il 31 agosto 2012 si trasferisce in Italia, alla Juventus, in prestito con diritto di riscatto. Arrivato a Torino in sovrappeso, durante la stagione juventina soffre di diversi problemi fisici e alla fine conclude l'esperienza torinese in negativo. Sceglie la maglia numero 17, con la quale debutta il 22 settembre successivo, subentrando a Fabio Quagliarella nella vittoria casalinga di campionato (2-0) contro il Chievo.
Il 28 ottobre 2012 gioca la partita vinta 1-0 contro il Catania favorendo l'assist ad Arturo Vidal. Durante la sfida giocata contro la Sampdoria, cade male e dev'essere operato al polso sinistro. Ripresosi, gioca la partita di Coppa Italia contro il Cagliari: durante l'incontro s'infortuna nuovamente, questa volta all'adduttore della coscia sinistra che gli causa il distacco del tendine: l'operazione, con tempi di recupero almeno 3 mesi, pone fine alla sua stagione. Con la maglia bianconera colleziona in totale 11 presenze, 2 assist e 0 gol. Terminata l'esperienza a Torino, durante la quale vince il suo primo scudetto, fa ritorno all'Arsenal.
Messo ai margini della rosa, durante la sessione estiva del calciomercato non riesce ad accordarsi con altre società, rimanendo così all'Arsenal. Il 21 settembre 2013, a causa di mancanza di alternative nel reparto avanzato della squadra inglese, viene reintegrato in rosa. Torna a disputare una partita ufficiale con i Gunners il 25 settembre seguente, in un match vinto ai rigori contro il West Bromwich Albion, valido per il terzo turno della Capital One Cup. A fine stagione decide di non rinnovare il suo contratto con l'Arsenal e rimane quindi svincolato.
Il 15 agosto 2014 firma un contratto triennale con i tedeschi del Wolfsburg. Sceglie di indossare la maglia numero 3. Segna i suoi primi due gol con la nuova maglia nella partita di Europa League vinta contro il Krasnodar per 5-1. Realizza la sua prima rete in Bundesliga nella sconfitta per 2-3 contro lo Schalke 04. Il 19 marzo 2015, durante la gara di ritorno di Europa League contro l'Inter (squadra che aveva già sfidato dopo la stagione a Torino con Juventus) a San Siro, segna il gol del definitivo 2-1 per il Wolfsburg, che convincendo i nerazzurri ad arrendersi permette ai tedeschi di passare il turno dopo il 3-1 dell'andata. Si ripete anche contro il Napoli (altra squadra italiana), sempre in Europa League, segnando il gol della bandiera nella pesante sconfitta interna dei tedeschi (persa 1-4).Contro il Napoli gioca anche il ritorno, però da titolare, ma questa volta il Wolfsburg pareggia 2-2, anche se il risultato non basta per ribaltare l'1-4 dell'andata.
Con il Wolfsburg riesce a vincere la Coppa di Germania, ed è la terza stagione consecutiva che vince un trofeo dopo lo Scudetto nel 2013 con la Juve e la Coppa d'Inghilterra nel 2014 con l'Arsenal. Al Wolfsburg conclude la stagione segnando 5 gol (1 in campionato e 4 in Europa League) in 28 sfide stagionali. Il 1º agosto 2015 vince la Supercoppa di Germania, battendo il Bayern Monaco. Nella partita è autore del gol del 1-1 finale, che porta la squadra ai rigori, dove è ancora lui a mettere a segno il rigore decisivo. Il 25 aprile 2016 il Wolfsburg annuncia la rescissione del contratto di Bendtner, inizialmente valido fino a giugno 2017.
Il 7 settembre seguente si lega per due stagioni al Nottingham Forest, militante in Championship. Dopo aver trascorso soltanto cinque mesi con la squadra inglese, in cui ha collezionato 17 presenze totali con due reti segnate, il 6 marzo 2017 viene ceduto a titolo definitivo al Rosenborg, con cui firma un contratto triennale.
In virtù delle prestazioni conseguite nel campionato 2017, è stato candidato al titolo di miglior giocatore della stagione. Il riconoscimento è andato poi a Tore Reginiussen, mentre Bendtner si è aggiudicato il premio per il gol più bello, segnato ai danni del Molde.
Nell'ultimo giorno di mercato, il 2 settembre 2019, il Copenaghen lo acquista fino alla fine dell'anno. Il 17 dicembre 2019 arriva l'annuncio che non avrebbe prolungato il suo contratto con la società della capitale danese, lasciando nuovamente il club alla fine del 2019.
Dopo essere rimasto svincolato per quasi tutta la stagione, il 25 agosto 2020, il Tårnby FF, squadra della quarta serie danese, annunciato il suo ingaggio per la squadra "M+32 Old Boys", facendo il suo debutto il 9 settembre seguente.

### Nazionale
Distintosi a livello giovanile per le capacità di finalizzatore, esordì in Nazionale maggiore il 16 agosto 2006 con un gol alla Polonia in amichevole.

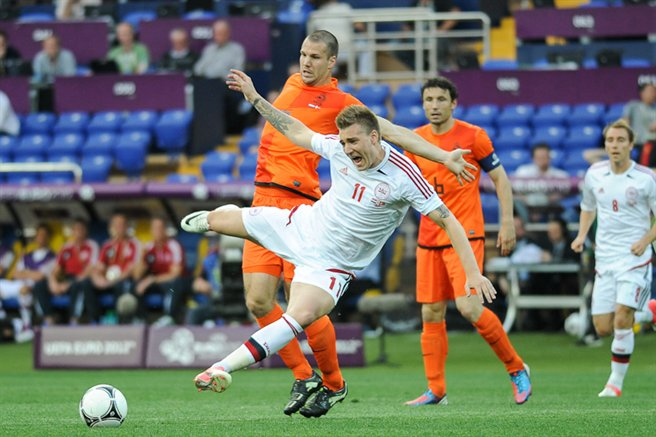
Bendtner con la Nazionale danese.

Autore di una rete al Camerun durante la prima fase dei Mondiali 2010, il 13 giugno 2012 — in occasione del campionato d'Europa — marcò una doppietta al Portogallo non sufficiente ad evitare la sconfitta: la polemica esultanza ai gol segnati, col giocatore che mostrò davanti alle telecamere un paio di mutande recanti lo sponsor Paddy Power, ne comportò una multa di 100 000 € da parte della UEFA essendo contravvenuto alle normative in tema pubblicitario.
Seppur squalificato per una gara in ragione del suddetto comportamento, l'attaccante evase la pena finanziaria che venne invece indennizzata dalla stessa società irlandese di scommesse.
Ha difeso i colori biancorossi sino al marzo 2018, segnalandosi tra l'altro per una doppietta all'Italia nel corso delle qualificazioni ai Mondiali 2014.

## Controversie
Durante la partita tra Tottenham e Arsenal del 22 gennaio 2008 fu protagonista di una rissa col compagno di squadra Emmanuel Adebayor, riportando una contusione al naso: in seguito alle scuse espresse dal giocatore togolese, la FA non assunse alcun provvedimento.
Nel dicembre 2011 fu arrestato assieme a Lee Cattermole, anch'egli giocatore del Sunderland, per aver danneggiato delle automobili a Newcastle upon Tyne.
La notte del 3 marzo 2013 incorse nel ritiro della patente di guida, dacché fermato a Copenaghen in stato d'ebbrezza cui s'aggiunse la circolazione in senso vietato: tratto in arresto cautelare, fu poi rilasciato incorrendo comunque in una sospensione di 6 mesi dall'attività internazionale per ordine della DBU. Un anno più tardi, venne multato dall'Arsenal per aver compiuto — sempre in preda all'alcol — atti osceni alla presenza di un tassista nonché per le minacce rivolte a quest'ultimo.
Nel settembre 2018 aggredì un altro conducente di taxi, provocandone la frattura della mascella: pur riconducendo unitamente alla fidanzata (Philine Roepstorff) l'alterco ad un tentativo di truffa operato dall'autista, ricevette una condanna a 50 giorni di reclusione per le lesioni cagionate. Sanzionato inoltre con un'ammenda di 1 710 corone, la pena fu successivamente commutata in arresti domiciliari con obbligo di cavigliera elettronica.

## Statistiche

### Presenze e reti nei club
| Stagione         | Squadra           | Campionato       | Campionato | Campionato | Coppe nazionali | Coppe nazionali | Coppe nazionali | Coppe continentali | Coppe continentali | Coppe continentali | Altre coppe | Altre coppe | Altre coppe | Totale | Totale |
| Stagione         | Squadra           | Comp             | Pres       | Reti       | Comp            | Pres            | Reti            | Comp               | Pres               | Reti               | Comp        | Pres        | Reti        | Pres   | Reti   |
| ---------------- | ----------------- | ---------------- | ---------- | ---------- | --------------- | --------------- | --------------- | ------------------ | ------------------ | ------------------ | ----------- | ----------- | ----------- | ------ | ------ |
| 2005-2006        | Arsenal           | PL               | 0          | 0          | FACup+CdL       | 0+3             | 0+0             | UCL                | 0                  | 0                  | CS          | 0           | 0           | 3      | 0      |
| 2006-2007        | Birmingham City   | FLC              | 42         | 11         | FACup+CdL       | 2+4             | 0+2             | -                  | -                  | -                  | -           | -           | -           | 48     | 13     |
| 2007-2008        | Arsenal           | PL               | 27         | 7          | FACup+CdL       | 2+5             | 1+1             | UCL                | 6                  | 2                  | -           | -           | -           | 40     | 9      |
| 2008-2009        | Arsenal           | PL               | 31         | 9          | FACup+CdL       | 5+2             | 2+2             | UCL                | 12                 | 2                  | -           | -           | -           | 50     | 15     |
| 2009-2010        | Arsenal           | PL               | 23         | 6          | FACup+CdL       | 0+1             | 0+1             | UCL                | 7                  | 5                  | -           | -           | -           | 31     | 12     |
| 2010-2011        | Arsenal           | PL               | 18         | 2          | FACup+CdL       | 5+5             | 4+3             | UCL                | 5                  | 0                  | -           | -           | -           | 33     | 9      |
| 2011-2012        | Sunderland        | PL               | 28         | 8          | FACup+CdL       | 2+0             | 0+0             | -                  | -                  | -                  | -           | -           | -           | 30     | 8      |
| 2012-2013        | Juventus          | A                | 9          | 0          | CI              | 1               | 0               | UCL                | 1                  | 0                  | -           | -           | -           | 11     | 0      |
| 2013-2014        | Arsenal           | PL               | 9          | 2          | FACup+CdL       | 1+2             | 0+0             | UCL                | 2                  | 0                  | -           | -           | -           | 14     | 2      |
| Totale Arsenal   | Totale Arsenal    | Totale Arsenal   | 108        | 24         |                 | 31              | 14              |                    | 32                 | 9                  |             | 0           | 0           | 171    | 47     |
| 2014-2015        | Wolfsburg         | BL               | 18         | 1          | CG              | 2               | 0               | UEL                | 8                  | 4                  | -           | -           | -           | 28     | 5      |
| 2015-2016        | Wolfsburg         | BL               | 13         | 2          | CG              | 1               | 1               | UCL                | 4                  | 0                  | SG          | 1           | 1           | 19     | 4      |
| Totale Wolfsburg | Totale Wolfsburg  | Totale Wolfsburg | 31         | 3          |                 | 3               | 1               |                    | 12                 | 4                  |             | 1           | 1           | 47     | 9      |
| 2016-2017        | Nottingham Forest | FLC              | 15         | 2          | FACup+CdL       | 1+1             | 0+0             | -                  | -                  | -                  | -           | -           | -           | 17     | 2      |
| 2017-2018        | Rosenborg         | ES               | 29         | 19         | CN              | 2               | 0               | UCL+UEL            | 4+8                | 0+4                | SN          | 1           | 0           | 44     | 23     |
| 2018-2019        | Rosenborg         | ES               | 28         | 5          | CN              | 2               | 3               | UCL+UEL            | 4+7                | 2+1                | SN          | 1           | 1           | 42     | 12     |
| Totale Rosenborg | Totale Rosenborg  | Totale Rosenborg | 57         | 24         |                 | 4               | 3               |                    | 23                 | 7                  |             | 2           | 1           | 86     | 35     |
| 2019-2020        | Copenaghen        | SL               | 6          | 0          | CD              | 2               | 1               | UEL                | 1                  | 0                  | -           | -           | -           | 9      | 1      |
| Totale carriera  | Totale carriera   | Totale carriera  | 296        | 72         |                 | 51              | 21              |                    | 69                 | 20                 |             | 3           | 2           | 419    | 115    |

### Presenze e reti in nazionale
| Cronologia completa delle presenze e delle reti in nazionale ― Danimarca | Cronologia completa delle presenze e delle reti in nazionale ― Danimarca | Cronologia completa delle presenze e delle reti in nazionale ― Danimarca | Cronologia completa delle presenze e delle reti in nazionale ― Danimarca | Cronologia completa delle presenze e delle reti in nazionale ― Danimarca | Cronologia completa delle presenze e delle reti in nazionale ― Danimarca | Cronologia completa delle presenze e delle reti in nazionale ― Danimarca | Cronologia completa delle presenze e delle reti in nazionale ― Danimarca |
| Data                                                                     | Città                                                                    | In casa                                                                  | Risultato                                                                | Ospiti                                                                   | Competizione                                                             | Reti                                                                     | Note                                                                     |
| ------------------------------------------------------------------------ | ------------------------------------------------------------------------ | ------------------------------------------------------------------------ | ------------------------------------------------------------------------ | ------------------------------------------------------------------------ | ------------------------------------------------------------------------ | ------------------------------------------------------------------------ | ------------------------------------------------------------------------ |
| 16-8-2005                                                                | Odense                                                                   | Danimarca                                                                | 2 – 0                                                                    | Polonia                                                                  | Amichevole                                                               | 1                                                                        | 66’                                                                      |
| 1-9-2006                                                                 | Brøndbyvester                                                            | Danimarca                                                                | 4 – 2                                                                    | Portogallo                                                               | Amichevole                                                               | 1                                                                        | 75’                                                                      |
| 7-10-2006                                                                | Copenaghen                                                               | Danimarca                                                                | 0 – 0                                                                    | Irlanda del Nord                                                         | Qual. Euro 2008                                                          | -                                                                        | 73’                                                                      |
| 15-11-2006                                                               | Praga                                                                    | Rep. Ceca                                                                | 1 – 1                                                                    | Danimarca                                                                | Amichevole                                                               | -                                                                        | 85’                                                                      |
| 24-3-2007                                                                | Madrid                                                                   | Spagna                                                                   | 2 – 1                                                                    | Danimarca                                                                | Qual. Euro 2008                                                          | -                                                                        | 74’                                                                      |
| 28-3-2007                                                                | Duisburg                                                                 | Germania                                                                 | 0 – 1                                                                    | Danimarca                                                                | Amichevole                                                               | 1                                                                        |                                                                          |
| 2-6-2007                                                                 | Copenaghen                                                               | Danimarca                                                                | 0 – 3                                                                    | Svezia                                                                   | Qual. Euro 2008                                                          | -                                                                        | 46’                                                                      |
| 6-6-2007                                                                 | Riga                                                                     | Lettonia                                                                 | 0 – 2                                                                    | Danimarca                                                                | Qual. Euro 2008                                                          | -                                                                        | 60’                                                                      |
| 22-8-2007                                                                | Aarhus                                                                   | Danimarca                                                                | 0 – 4                                                                    | Irlanda                                                                  | Amichevole                                                               | -                                                                        |                                                                          |
| 8-9-2007                                                                 | Solna                                                                    | Svezia                                                                   | 0 – 0                                                                    | Danimarca                                                                | Qual. Euro 2008                                                          | -                                                                        | 54’                                                                      |
| 13-10-2007                                                               | Aarhus                                                                   | Danimarca                                                                | 1 – 3                                                                    | Spagna                                                                   | Qual. Euro 2008                                                          | -                                                                        | 46’ 78’                                                                  |
| 17-10-2007                                                               | Copenaghen                                                               | Danimarca                                                                | 3 – 1                                                                    | Lettonia                                                                 | Qual. Euro 2008                                                          | -                                                                        |                                                                          |
| 17-11-2007                                                               | Belfast                                                                  | Irlanda del Nord                                                         | 2 – 1                                                                    | Danimarca                                                                | Qual. Euro 2008                                                          | 1                                                                        |                                                                          |
| 21-11-2007                                                               | Copenaghen                                                               | Danimarca                                                                | 3 – 0                                                                    | Islanda                                                                  | Qual. Euro 2008                                                          | 1                                                                        | 84’                                                                      |
| 6-2-2008                                                                 | Nova Gorica                                                              | Slovenia                                                                 | 1 – 2                                                                    | Danimarca                                                                | Amichevole                                                               | 1                                                                        |                                                                          |
| 26-3-2008                                                                | Herning                                                                  | Danimarca                                                                | 1 – 1                                                                    | Rep. Ceca                                                                | Amichevole                                                               | 1                                                                        |                                                                          |
| 29-5-2008                                                                | Eindhoven                                                                | Paesi Bassi                                                              | 1 – 1                                                                    | Danimarca                                                                | Amichevole                                                               | -                                                                        |                                                                          |
| 1-6-2008                                                                 | Chorzów                                                                  | Polonia                                                                  | 1 – 1                                                                    | Danimarca                                                                | Amichevole                                                               | -                                                                        | 90’                                                                      |
| 20-8-2008                                                                | Copenaghen                                                               | Danimarca                                                                | 0 – 3                                                                    | Spagna                                                                   | Amichevole                                                               | -                                                                        | 35’                                                                      |
| 6-9-2008                                                                 | Budapest                                                                 | Ungheria                                                                 | 0 – 0                                                                    | Danimarca                                                                | Qual. Mondiali 2010                                                      | -                                                                        | 87’                                                                      |
| 10-9-2008                                                                | Lisbona                                                                  | Portogallo                                                               | 2 – 3                                                                    | Danimarca                                                                | Qual. Mondiali 2010                                                      | 1                                                                        |                                                                          |
| 19-11-2008                                                               | Brøndby                                                                  | Danimarca                                                                | 0 – 1                                                                    | Galles                                                                   | Amichevole                                                               | -                                                                        |                                                                          |
| 11-2-2009                                                                | Il Pireo                                                                 | Grecia                                                                   | 1 – 1                                                                    | Danimarca                                                                | Amichevole                                                               | -                                                                        | 79’                                                                      |
| 28-3-2009                                                                | Ta' Qali                                                                 | Malta                                                                    | 0 – 3                                                                    | Danimarca                                                                | Qual. Mondiali 2010                                                      | -                                                                        | 30’                                                                      |
| 1-4-2009                                                                 | Copenaghen                                                               | Danimarca                                                                | 3 – 0                                                                    | Albania                                                                  | Qual. Mondiali 2010                                                      | -                                                                        | 34’                                                                      |
| 6-6-2009                                                                 | Solna                                                                    | Svezia                                                                   | 0 – 1                                                                    | Danimarca                                                                | Qual. Mondiali 2010                                                      | -                                                                        | 84’                                                                      |
| 12-8-2009                                                                | Brøndby                                                                  | Danimarca                                                                | 1 – 2                                                                    | Cile                                                                     | Amichevole                                                               | -                                                                        | 61’                                                                      |
| 5-9-2009                                                                 | Copenaghen                                                               | Danimarca                                                                | 1 – 1                                                                    | Portogallo                                                               | Qual. Mondiali 2010                                                      | 1                                                                        |                                                                          |
| 9-9-2009                                                                 | Tirana                                                                   | Albania                                                                  | 1 – 1                                                                    | Danimarca                                                                | Qual. Mondiali 2010                                                      | 1                                                                        |                                                                          |
| 10-10-2009                                                               | Copenaghen                                                               | Danimarca                                                                | 1 – 0                                                                    | Svezia                                                                   | Qual. Mondiali 2010                                                      | -                                                                        |                                                                          |
| 14-10-2009                                                               | Copenaghen                                                               | Danimarca                                                                | 0 – 1                                                                    | Ungheria                                                                 | Qual. Mondiali 2010                                                      | -                                                                        |                                                                          |
| 3-3-2010                                                                 | Vienna                                                                   | Austria                                                                  | 2 – 1                                                                    | Danimarca                                                                | Amichevole                                                               | 1                                                                        | 51’ 61’                                                                  |
| 14-6-2010                                                                | Johannesburg                                                             | Danimarca                                                                | 0 – 2                                                                    | Paesi Bassi                                                              | Mondiali 2010 - 1º turno                                                 | -                                                                        | 62’                                                                      |
| 19-6-2010                                                                | Pretoria                                                                 | Camerun                                                                  | 1 – 2                                                                    | Danimarca                                                                | Mondiali 2010 - 1º turno                                                 | 1                                                                        |                                                                          |
| 24-6-2010                                                                | Rustenburg                                                               | Danimarca                                                                | 1 – 3                                                                    | Giappone                                                                 | Mondiali 2010 - 1º turno                                                 | -                                                                        | 66’                                                                      |
| 9-2-2011                                                                 | Copenaghen                                                               | Danimarca                                                                | 1 – 2                                                                    | Inghilterra                                                              | Amichevole                                                               | -                                                                        |                                                                          |
| 26-3-2011                                                                | Oslo                                                                     | Norvegia                                                                 | 1 – 1                                                                    | Danimarca                                                                | Qual. Euro 2012                                                          | -                                                                        |                                                                          |
| 29-3-2011                                                                | Trnava                                                                   | Slovacchia                                                               | 1 – 2                                                                    | Danimarca                                                                | Amichevole                                                               | -                                                                        | 76’                                                                      |
| 4-6-2011                                                                 | Reykjavík                                                                | Islanda                                                                  | 0 – 2                                                                    | Danimarca                                                                | Qual. Euro 2012                                                          | -                                                                        |                                                                          |
| 10-8-2011                                                                | Glasgow                                                                  | Scozia                                                                   | 2 – 1                                                                    | Danimarca                                                                | Amichevole                                                               | -                                                                        | 46’                                                                      |
| 6-9-2011                                                                 | Copenaghen                                                               | Danimarca                                                                | 2 – 0                                                                    | Norvegia                                                                 | Qual. Euro 2012                                                          | 2                                                                        | 90’                                                                      |
| 7-10-2011                                                                | Nicosia                                                                  | Cipro                                                                    | 1 – 4                                                                    | Danimarca                                                                | Qual. Euro 2012                                                          | -                                                                        |                                                                          |
| 11-10-2011                                                               | Copenaghen                                                               | Danimarca                                                                | 2 – 1                                                                    | Portogallo                                                               | Qual. Euro 2012                                                          | 1                                                                        |                                                                          |
| 11-11-2011                                                               | Copenaghen                                                               | Danimarca                                                                | 2 – 0                                                                    | Svezia                                                                   | Amichevole                                                               | 1                                                                        | 43’ 71’                                                                  |
| 15-11-2011                                                               | Esbjerg                                                                  | Danimarca                                                                | 2 – 1                                                                    | Finlandia                                                                | Amichevole                                                               | 1                                                                        | 87’                                                                      |
| 29-2-2012                                                                | Copenaghen                                                               | Danimarca                                                                | 0 – 2                                                                    | Russia                                                                   | Amichevole                                                               | -                                                                        | 63’                                                                      |
| 26-5-2012                                                                | Amburgo                                                                  | Brasile                                                                  | 3 – 1                                                                    | Danimarca                                                                | Amichevole                                                               | 1                                                                        |                                                                          |
| 2-6-2012                                                                 | Copenaghen                                                               | Danimarca                                                                | 2 – 0                                                                    | Australia                                                                | Amichevole                                                               | -                                                                        |                                                                          |
| 9-6-2012                                                                 | Kharkiv                                                                  | Danimarca                                                                | 1 – 0                                                                    | Paesi Bassi                                                              | Euro 2012 - 1º turno                                                     | -                                                                        |                                                                          |
| 13-6-2012                                                                | Leopoli                                                                  | Danimarca                                                                | 2 – 3                                                                    | Portogallo                                                               | Euro 2012 - 1º turno                                                     | 2                                                                        |                                                                          |
| 17-6-2012                                                                | Leopoli                                                                  | Danimarca                                                                | 1 – 2                                                                    | Germania                                                                 | Euro 2012 - 1º turno                                                     | -                                                                        |                                                                          |
| 15-8-2012                                                                | Copenaghen                                                               | Danimarca                                                                | 1 – 3                                                                    | Slovacchia                                                               | Amichevole                                                               | -                                                                        | 46’                                                                      |
| 12-10-2012                                                               | Sofia                                                                    | Bulgaria                                                                 | 1 – 1                                                                    | Danimarca                                                                | Qual. Mondiali 2014                                                      | 1                                                                        |                                                                          |
| 16-10-2012                                                               | Milano                                                                   | Italia                                                                   | 3 – 1                                                                    | Danimarca                                                                | Qual. Mondiali 2014                                                      | -                                                                        | 79’                                                                      |
| 14-11-2012                                                               | Istanbul                                                                 | Turchia                                                                  | 1 – 1                                                                    | Danimarca                                                                | Amichevole                                                               | 1                                                                        | 78’                                                                      |
| 11-10-2013                                                               | Copenaghen                                                               | Danimarca                                                                | 2 – 2                                                                    | Italia                                                                   | Qual. Mondiali 2014                                                      | 2                                                                        | 79’ 84’                                                                  |
| 15-11-2013                                                               | Herning                                                                  | Danimarca                                                                | 2 – 1                                                                    | Norvegia                                                                 | Amichevole                                                               | -                                                                        | 60’                                                                      |
| 5-3-2014                                                                 | Londra                                                                   | Inghilterra                                                              | 1 – 0                                                                    | Danimarca                                                                | Amichevole                                                               | -                                                                        | 63’                                                                      |
| 3-9-2014                                                                 | Odense                                                                   | Danimarca                                                                | 1 – 2                                                                    | Turchia                                                                  | Amichevole                                                               | -                                                                        | 63’                                                                      |
| 7-9-2014                                                                 | Copenaghen                                                               | Danimarca                                                                | 2 – 1                                                                    | Armenia                                                                  | Qual. Euro 2016                                                          | -                                                                        |                                                                          |
| 11-10-2014                                                               | Elbasan                                                                  | Albania                                                                  | 1 – 1                                                                    | Danimarca                                                                | Qual. Euro 2016                                                          | -                                                                        |                                                                          |
| 14-10-2014                                                               | Copenaghen                                                               | Danimarca                                                                | 0 – 1                                                                    | Portogallo                                                               | Qual. Euro 2016                                                          | -                                                                        |                                                                          |
| 14-11-2014                                                               | Belgrado                                                                 | Serbia                                                                   | 1 – 3                                                                    | Danimarca                                                                | Qual. Euro 2016                                                          | 2                                                                        | 87’                                                                      |
| 18-11-2014                                                               | Bucarest                                                                 | Romania                                                                  | 2 – 0                                                                    | Danimarca                                                                | Amichevole                                                               | -                                                                        |                                                                          |
| 25-3-2015                                                                | Aarhus                                                                   | Danimarca                                                                | 3 – 2                                                                    | Stati Uniti                                                              | Amichevole                                                               | 3                                                                        |                                                                          |
| 29-3-2015                                                                | Saint-Denis                                                              | Francia                                                                  | 2 – 0                                                                    | Danimarca                                                                | Amichevole                                                               | -                                                                        |                                                                          |
| 8-6-2015                                                                 | Viborg                                                                   | Danimarca                                                                | 2 – 1                                                                    | Montenegro                                                               | Amichevole                                                               | -                                                                        | 44’ 46’                                                                  |
| 13-6-2015                                                                | Copenaghen                                                               | Danimarca                                                                | 2 – 0                                                                    | Serbia                                                                   | Qual. Euro 2016                                                          | -                                                                        |                                                                          |
| 4-9-2015                                                                 | Copenaghen                                                               | Danimarca                                                                | 0 – 0                                                                    | Albania                                                                  | Qual. Euro 2016                                                          | -                                                                        |                                                                          |
| 7-9-2015                                                                 | Erevan                                                                   | Armenia                                                                  | 0 – 0                                                                    | Danimarca                                                                | Qual. Euro 2016                                                          | -                                                                        |                                                                          |
| 8-10-2015                                                                | Braga                                                                    | Portogallo                                                               | 1 – 0                                                                    | Danimarca                                                                | Qual. Euro 2016                                                          | -                                                                        |                                                                          |
| 11-10-2015                                                               | Copenaghen                                                               | Danimarca                                                                | 1 – 2                                                                    | Francia                                                                  | Amichevole                                                               | -                                                                        |                                                                          |
| 14-11-2015                                                               | Stoccolma                                                                | Svezia                                                                   | 2 – 1                                                                    | Danimarca                                                                | Qual. Euro 2016                                                          | -                                                                        |                                                                          |
| 17-11-2015                                                               | Copenaghen                                                               | Danimarca                                                                | 2 – 2                                                                    | Svezia                                                                   | Qual. Euro 2016                                                          | -                                                                        | 60’                                                                      |
| 1-9-2017                                                                 | Copenaghen                                                               | Danimarca                                                                | 4 – 0                                                                    | Polonia                                                                  | Qual. Mondiali 2018                                                      | -                                                                        | 75’                                                                      |
| 5-10-2017                                                                | Podgorica                                                                | Montenegro                                                               | 0 – 1                                                                    | Danimarca                                                                | Qual. Mondiali 2018                                                      | -                                                                        | 64’                                                                      |
| 8-10-2017                                                                | Copenaghen                                                               | Danimarca                                                                | 1 – 1                                                                    | Romania                                                                  | Qual. Mondiali 2018                                                      | -                                                                        | 70’                                                                      |
| 11-11-2017                                                               | Copenaghen                                                               | Danimarca                                                                | 0 – 0                                                                    | Irlanda                                                                  | Qual. Mondiali 2018                                                      | -                                                                        | 73’                                                                      |
| 14-11-2017                                                               | Dublino                                                                  | Irlanda                                                                  | 1 – 5                                                                    | Danimarca                                                                | Qual. Mondiali 2018                                                      | 1                                                                        | 84’                                                                      |
| 22-3-2018                                                                | Brøndby                                                                  | Danimarca                                                                | 1 – 0                                                                    | Panama                                                                   | Amichevole                                                               | -                                                                        | 72’                                                                      |
| 27-3-2018                                                                | Aalborg                                                                  | Danimarca                                                                | 0 – 0                                                                    | Cile                                                                     | Amichevole                                                               | -                                                                        | 46’                                                                      |
| Totale                                                                   |                                                                          | Presenze                                                                 | 81                                                                       |                                                                          | Reti (8º posto)                                                          | 30                                                                       |                                                                          |

## Palmarès

### Club
- Campionato italiano: 1

Juventus: 2012-2013
- Coppa d'Inghilterra: 1

Arsenal: 2013-2014
- Coppa di Germania: 1

Wolfsburg: 2014-2015
- Supercoppa di Germania: 1

Wolfsburg: 2015
- Supercoppa di Norvegia: 2

Rosenborg: 2017, 2018
- Campionato norvegese: 2

Rosenborg: 2017-2018, 2018-2019
- Coppa di Norvegia: 1

Rosenborg: 2018-2019

### Individuale
- Miglior giocatore della Supercoppa di Germania: 1

2015
- Capocannoniere dell'Eliteserien: 1

2017-2018 (19 reti)